# Țezar Antonovici Kiui

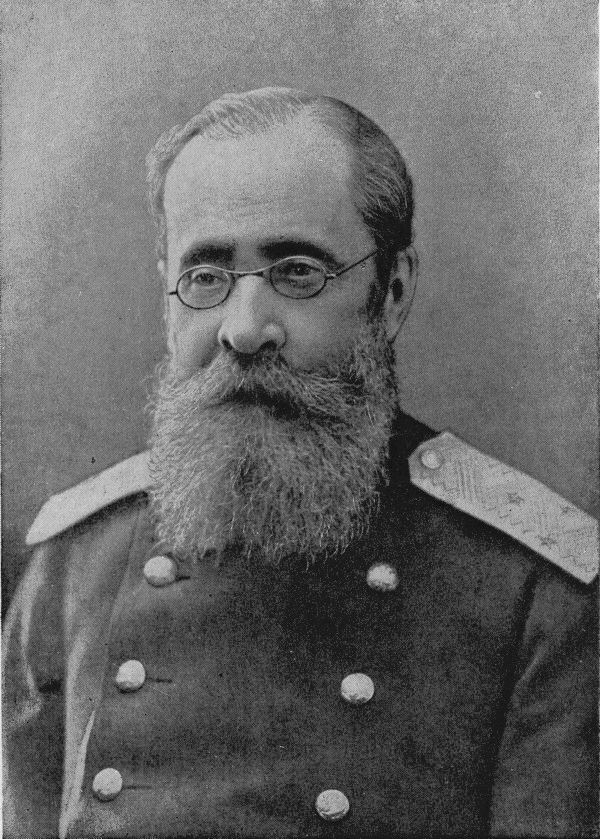
César Antonovici Cui

Țezar Antonovici Kiui (în rusă Це́зарь Анто́нович Кюи, transliterat: Țezar Antonovici Kiui, întâlnit în lucrări în limba română și cu grafiile César Antonovici Cui sau Cezar Antonovici Cui) (n. 18 ianuarie 1835, Vilna, Imperiul Rus – d. 24 martie 1918, Petrograd, RSFS Rusă a fost un compozitor și critic de muzică rus de origine franceză și lituaniană. Profesia sa a fost aceea de ofițer militar și profesor de fortificații. A fost membru al grupului supranumit „Grupul celor cinci”, un grup de compozitori ruși condus de Mili Balakirev care a pus bazele școlii muzicale ruse din a doua jumătate a secolului al XIX-lea.

## Biografie

### Originea și cariera
Cesarius-Benjaminus (Цезарий-Вениамин) Cui s-a născut în Vilnius, Imperiul Rus (astăzi Vilnius, Lituania) într-o familie romano-catolică, ca cel mai mic din cinci copii. Tatăl său Antoine, de origine franceză (nume rusificat în Anton Leonardovici), a intrat în Rusia ca membru al Armatei lui Napoleon, s-a stabilit în Vilnius după înfrângere și s-a căsătorit cu Julia Gucewicz. De mic copil Cui a învățat franceză, rusă, poloneză și lituaniană. Înainte de a termina gimnaziul în 1850 Cui a fost trimis la Sankt Petersburg în vederea pregătirii pentru a fi admis la Școala de Inginerie Militară, unde a fost admis anul viitor la vârsta de 16 ani. În 1855 a absolvit Academia și după studii avansate la Academia de Inginerie Nikolaevski și-a început cariera militară în 1857 ca instructor de fortificații. Printre elevii săi în anii următori s-au numărat câțiva membri ai familiei Imperiale, în special Nicolae al II-lea. Studiile de fortificații ale lui Cui acumulate în timpul Războiului Ruso-Turc din 1877-1878 au fost foarte importante pentru cariera sa. Ca expert în fortificații militare Cui a primit statutul academic de profesor în 1880 și a primit gradul militar de general în 1906. Scrierile sale despre fortificații au fost publicate sub forma unor cărți care au fost intens studiate în câteva ediții succesive.

### Viața muzicală
În ciuda realizărilor sale academice militare, Cui rămâne cunoscut în Occident datorită vieții sale „secundare” de compozitor. Când era copil în Vilnius a luat lecții de pian, a studiat lucrările lui Chopin și a început să compună lucrări la vârsta de 14 ani. Cu câteva luni înainte de a fi trimis la Sankt Petersburg Cui a reușit să ia lecții de teorie muzicală de la compozitorul polonez Stanisław Moniuszko care locuia în Vilnius la vremea respectivă. Interesul muzical al lui Cui s-a schimbat în 1856 când l-a întâlnit pe Mili Balakirev și a început să se ocupe mai serios de muzică.
Deși compunea muzică și scria articole de critică muzicală în timpul său liber, Cui s-a dovedit a fi un compozitor prolific. Debutul său „public” ca și compozitor a avut loc în 1859 când a fost interpretat Scherzo-ul său orchestral, Op. 1, sub bagheta lui Anton Rubinstein. În 1869 a avut loc premiera primei opere a lui Cui, William Ratcliff (după tragedia lui Heinrich Heine), dar nu a avut succes, parțial datorită scrierilor sale dure din critica muzicală. Cu excepția uneia, toate operele lui Cui erau în limba rusă. Excepția, Le flibustier (după o piesă de teatru de Jean Richepin), care a avut premiera la Opéra-Comique din Paris în 1894 (la 25 de ani după Ratcliff) dar nici această operă nu s-a bucurat de succes. Printre lucrările lui Cui care au avut succes se numără opera comică Fiul mandarinei (care a avut premiera în 1878), opera în trei acte Prizonierul din Caucaz (1883), după Pușkin, și opera într-un act Mademoiselle Fifi (1903), după Guy de Maupassant. În afară de Flibustier, alte opere ale lui Cui interpretate în afara Rusiei au fost Prizonierul din Caucaz (la Liège în 1886) și opera pentru copii Motanul Încălțat (la Roma în 1915).

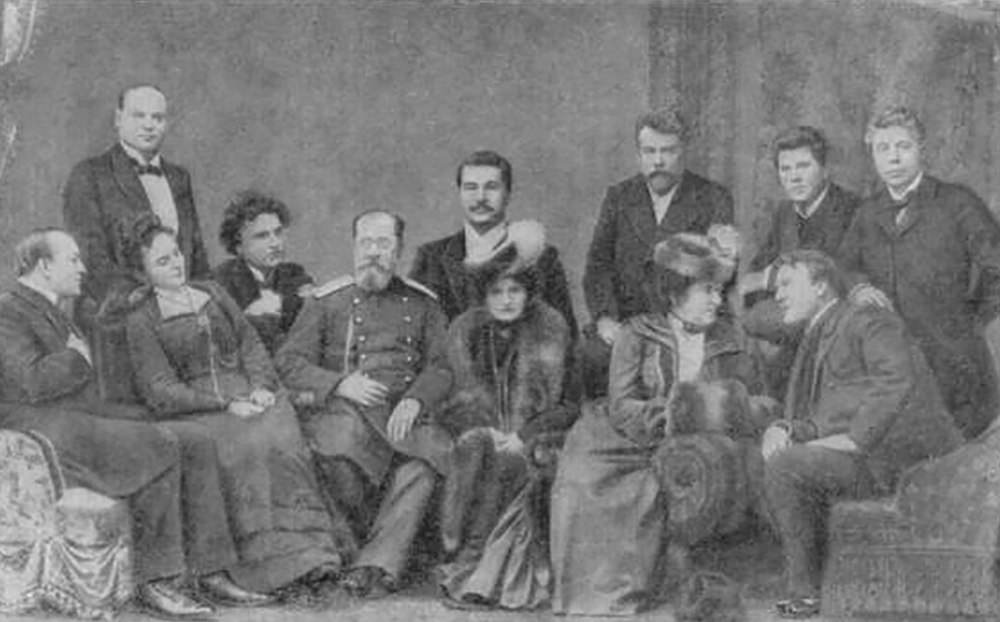
Cezar Cui (al cincilea de la stânga) cu artiști de la Teatrul Bolșoi (1902)

Viața muzicală a lui Cui a prezentat și alte aspecte. A fost membru în comitetul de selecție al operelor de la Teatrul Mariinski, poziție pe care a deținut-o până în 1883 când atât el, cât și Rimski-Korsakov au părăsit comitetul, în semn de protest când a fost respinsă opera Kovanșcina a lui Musorgski. Între 1896 și 1904 a fost directorul ramurii din Sankt Petersburg a Societății Muzicale Ruse.
Printre numeroșii muzicieni pe care i-a cunoscut Cui în viața sa, cel mai important a fost Franz Liszt. Liszt prețuia foarte mult muzica compozitorilor ruși iar una dintre cele mai apreciate lucrări rusești de către Liszt a fost opera William Ratcliff a lui Cui. Cartea lui Cui La musique en Russie și lucrarea Suite pour Piano, Op. 21, sunt dedicate lui Liszt. În plus, lucrarea Tarantelle pentru orchestră, Op. 12, a format baza ultimei transcripții pentru pian a lui Liszt.
În viața sa muzicală îndelungată și activă Cui a primit numeroase distincții. La sfârșitul anilor 1880 și începutul anilor 1890 câteva societăți muzicale străine l-au onorat pe Cui făcându-l membru. La puțin timp după montarea operei Le flibustier la Paris Cui a fost ales membru corespondent al Academiei Franceze și a primit Crucea Legiunii de Onoare. În 1896 Academia Regală de Literatură a Belgiei l-a făcut membru. În 1909 și 1910 s-au ținut evenimente pentru a onora a cincizecea aniversare a lui Cui ca și compozitor.

### Familia
Cui s-a căsătorit cu Malvina Rafailovna Bamberg (Мальвина Рафаиловна Бамберг) în 1858. A cunoscut-o în casa lui Alexandr Dargomîjski (Александр Сергеевичde Даргомыжский), de la care aceasta lua lecții de canto. Cezar și Malvina au avut doi copii, Lidia și Aleksandr. Lidia, o cântăreață amatoare, s-a căsătorit și a avut un băiat pe nume Yuri Borisovici Amoretti. Aleksandr, în perioada dinaintea Revoluției din Octombrie, a fost membru al Senatului Rusiei.

### Moartea
Cezar Cui a orbit în 1916 dar a fost capabil să mai compună piese mici prin dictare. Cui a decedat pe 26 martie 1918 la vârsta de 83 de ani în urma unei apoplexii cerebrale și a fost înmormântat alături de soția sa (care decedase în 1889) la Cimitirul luteran "Smolensk" din Sankt Petersburg. În 1939 trupul său a fost reînhumat în Cimitirul Tihvin de la Mănăstirea Alexandr Nevski din Sankt Petersburg pentru a se odihni alături de ceilalți membri ai „Grupului celor cinci”.

## Cui, criticul muzical

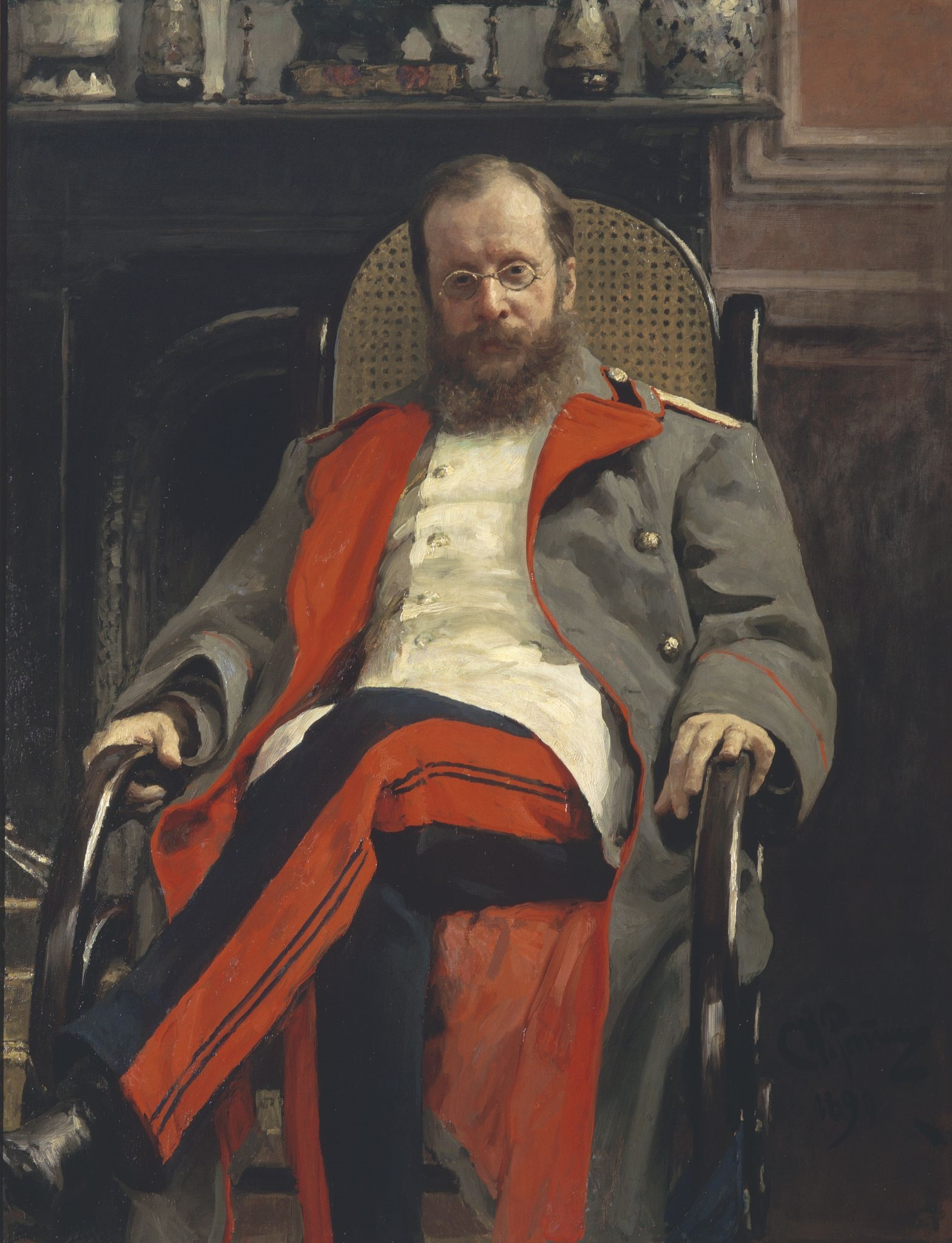
César Cui, portret de Ilia Repin (1890)

Ca și critic Cui a scris în jur de 800 de articole între 1864 și 1918 în diferite ziare și alte publicații din Rusia și Europa. Scrierile sale se refereau la concerte, recitaluri, viața muzicală, noi publicații muzicale și personalități. Un număr semnificativ dintre articolele sale (aproximativ 300) aveau legătură cu opera. Câteva dintre seriile sale tematice de articole au fost publicate sub forma unor monografii; acestea acopereau subiecte precum producția originală din 1876 a ciclului Inelul Nibelungilor de la Bayreuth, dezvoltarea muzicii romantice ruse, muzica în Rusia sau conferințele lui Anton Rubinstein despre istoria muzicii pentru pian.
Datorită regulilor impuse de statura militară a lui Cui, în primii ani articolele sale trebuiau publicate sub un pseudonim care consta în trei asteriscuri (***). Totuși, în cercurile muzicale din Sankt Petersburg, era clar cine scria articolele. Recenziile sale muzicale au început în publicația St. Petersburg Vedomosti în care își exprima disprețul pentru muzica de dinaintea lui Beethoven (cum ar fi Mozart) și susținerea sa pentru originalitate în muzică.
Principialul scop al lui Cui ca și critic muzical era promovarea muzicii compozitorilor ruși contemporani, în special lucrările celor care făceau parte din „Grupul celor cinci”. Însă nici ei nu erau scutiți mereu de reacții negative, în special în recenzia sa dură la prima producție a operei Boris Godunov a lui Mussorgski din 1874.
Compozitorii ruși din afara Grupului erau supuși la recenzii mult mai negative. Acest lucru s-a datorat parțial neîncrederii sistemului de Conservator din Europa comparativ cu stilul didactic aplicat de membrii Grupului. Un exemplu este critica sa foarte dură la adresa primei simfonii a lui Serghei Rahmaninov.
Dintre compozitorii Occidentali Cui îi aprecia pe Franz Liszt și pe Hector Berlioz. Admira dramatismul muzical al lui Wagner dar nu era de acord cu metodele compozitorului de a le atinge (cum ar fi sistemul de laitmotiv sau predominanța orchestrei).

## Cui, compozitorul
Cui a compus muzică în aproape toate genurile muzicale existente la vremea respectivă. Însă, spre deosebire de ceilalți membri ai „Grupului celor cinci”, Cui nu a compus simfonii și poeme simfonice. De departe cele mai numeroase lucrări ale lui Cui sunt cântecele artistice care includ câteva duete și numeroase cântece pentru copii. Câteva dintre cântecele sale sunt disponibile și cu acompaniament orchestral, cum ar fi Bolero Op. 17, care a fost dedicat cântăreței Marcella Sembrich. Printre cântecele sale artistice se numără „Statuia din Țarskoie Selo” („Царско-сельская статyя”) și „Scrisoarea arsă," („Сожжённое письмо”), ambele inspirate după poemele celui mai apreciat poet al lui Cui, Alexandr Pușkin.
În plus, Cui a compus numeroase lucrări pentru pian și pentru ansambluri de cameră (inclusiv trei cvartete de coarde), numeroase lucrări corale și câteva lucrări orchestrale, dar cele mai importante lucrări ale sale sunt operele, 15 la număr și de proporții variate.